# Stenosphenus suturalis
Stenosphenus suturalis är en skalbaggsart som beskrevs av Bates 1872. Stenosphenus suturalis ingår i släktet Stenosphenus och familjen långhorningar.
Artens utbredningsområde är Honduras. Inga underarter finns listade i Catalogue of Life.